# Гей-прайд

КиївПрайд

Гей-прайд (англ. Gay pride; також гей-парад) — акція, завданням якої є демонстрація існування в суспільстві ЛГБТ (лесбійок, геїв, бісексуалів та трансгендерів), підтримка толерантного ставлення до них, захист прав людини та громадянської рівноправності для всіх людей незалежно від сексуальної орієнтації та гендерної ідентичності. Його метою також є вшановування почуття власної гідності, свободи особистості, прояв різноманітності та єдності ЛГБТ-спільноти.
Акція традиційно проходить влітку (найчастіше в червні, що є Місяцем гордості) на згадку про Стоунволлські бунти, під час яких тисячі геїв і лесбійок вчинили опір поліцейським репресіям, що стало одним із символів боротьби сексуальних меншин за громадянські права. Однак іноді вона приурочена до інших дат.
Гей-прайди можуть проводиться в різних формах — параду, мітингу, маршу, фестивалю, ярмарки, пікніку тощо. Залежно від конкретної ситуації гей-прайд може мати характер свята-карнавалу або правозахисної демонстрації. Власне гей-парад (англ. Gay parade), прайд-парад (англ. Pride parade) є однією з форм або частиною гей-прайду, часто його центральним елементом.

## Термінологія
На сьогоднішній день у різних країнах найменування гей-прайду може різнитися: в Австрії його називають Веселковим парадом (нім. Regenbogenparade), в Нідерландах — Рожева Субота (нід. Roze Zaterdag), у Німеччині та Швейцарії — Крістофер-стріт День (англ. Christopher Street Day), в Латвії проходять Дні Дружби, в Австралії гей-прайди злилися з карнавальними святами Марді Гра (англ. Mardi Gras).

## Історія

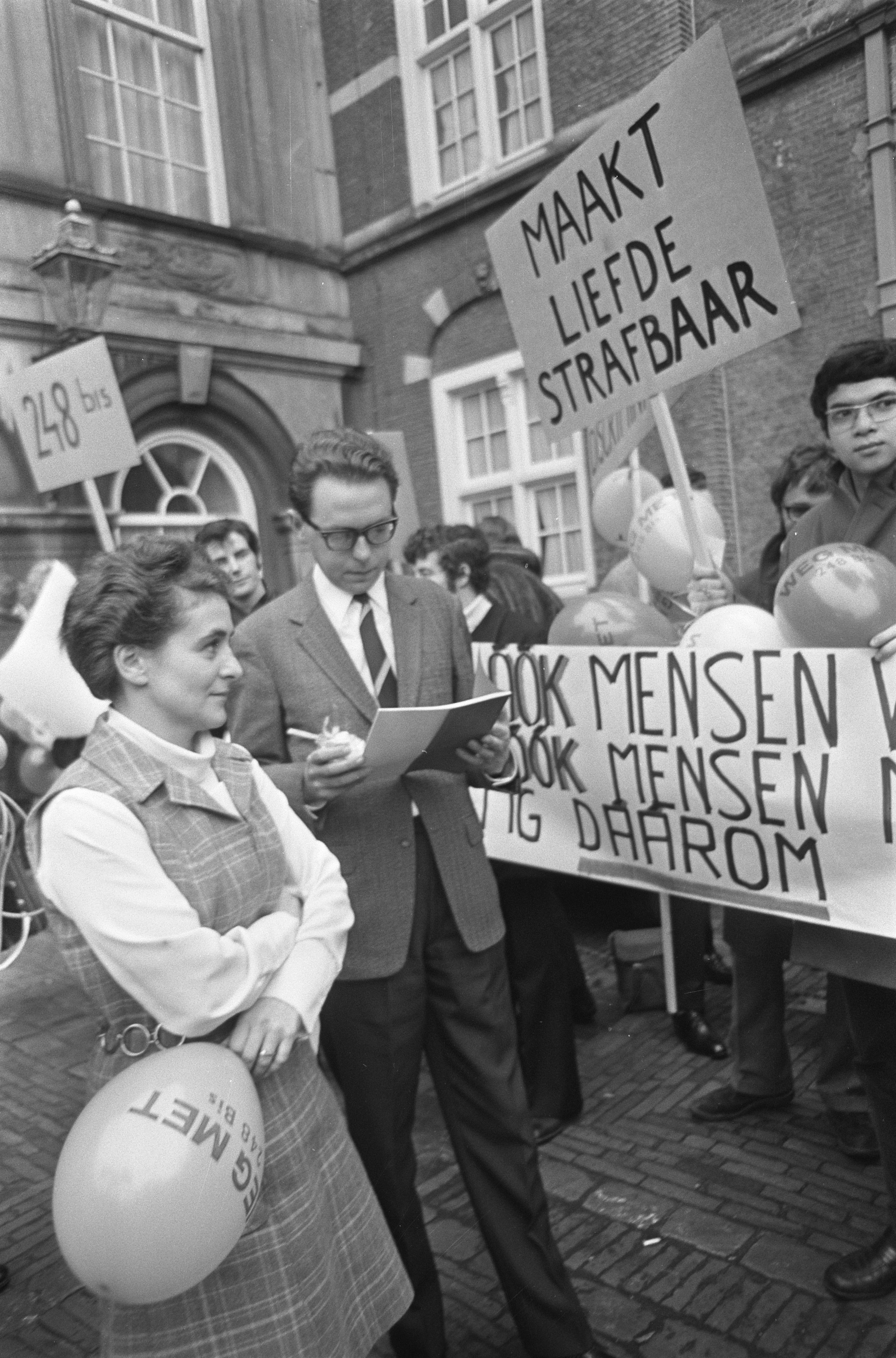
Демонстрації гомофільного руху

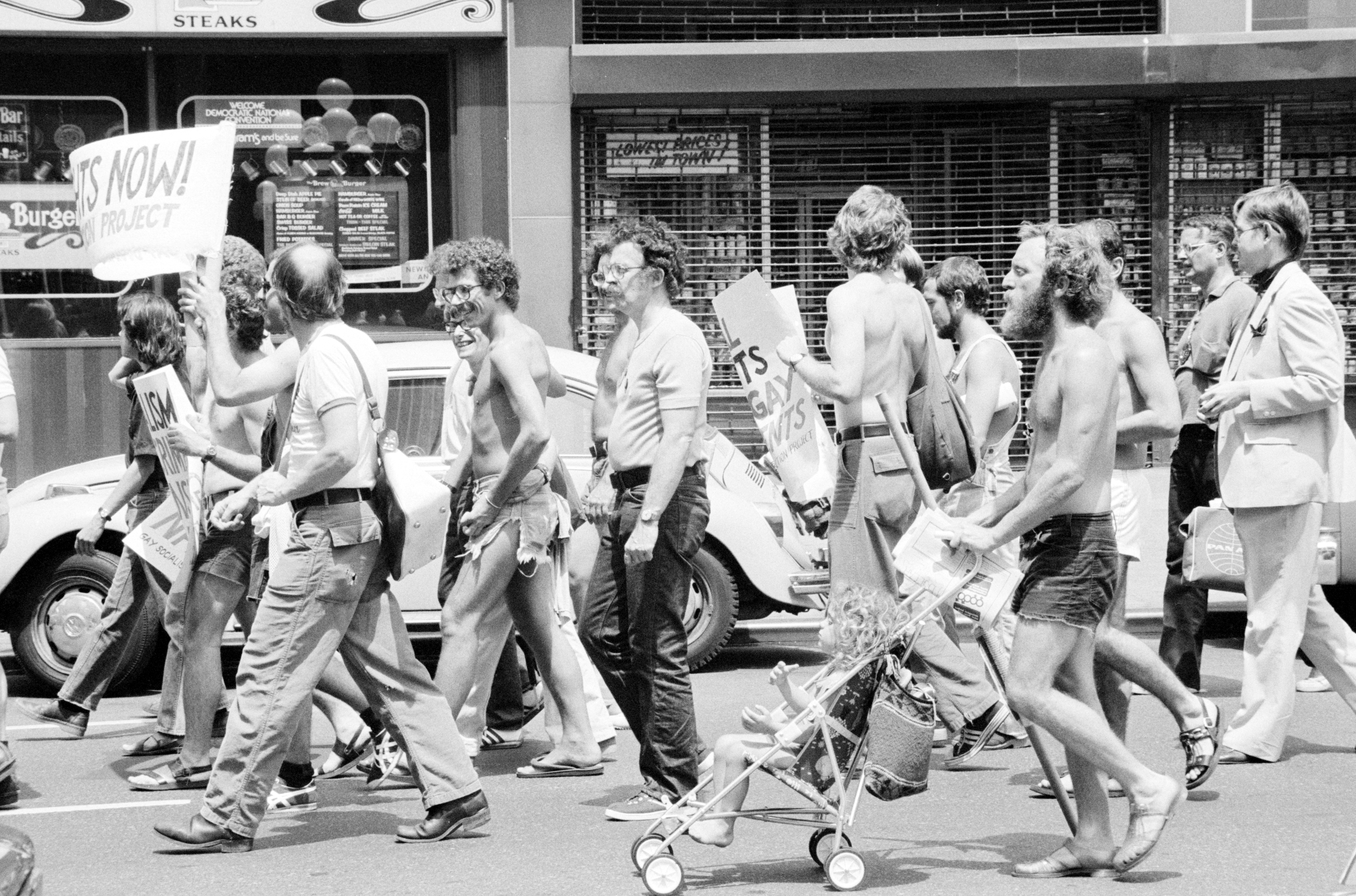
гей-прайд в Нью-Йорку 1976 року.

Американські геї та лесбійки в 1960-х роках жили в умовах узаконених репресій. У ті часи гомосексуальні дії навіть між дорослими людьми за взаємною згодою, що відбувалися в приватних будинках, були кримінальним злочином по всій території США. У різних штатах покарання могло варіювати від грошового штрафу до двадцяти років тюремного ув'язнення або примусового «лікування» (у вигляді кастрації, лоботомії, електрошоку тощоі). Часто поліція проводила облави в підпільних гей-клубах, потім фото арештантів поміщалися в ранкових газетах, що ставало ризиком втратити роботу, навчання та житло.
У ніч з п'ятниці на суботу 27-28 червня 1969 нью-йоркська поліція провела черговий рейд у гей-барі Стоунволл-інн на Крістофер-стріт у гей-кварталі Гринвіч-Вілледж. Почалися арешти. Однак натовп, що зібрався навколо закладу несподівано вчинив опір, у поліцейських полетіли камені та пляшки. Сутички між протестувальниками та прибулими спецзагонами тривали до ранку. Виступи та сутички з поліцією повторилися в тих же масштабах у другу ніч і тривали в менших протягом тижня. Ці події отримали назву Стоунволлське повстання. Вони вважаються початком руху геїв і лесбійок за громадянські права, оскільки дали поштовх до розвитку численних ЛГБТ-організацій та ініціатив. За словами історика Девіда Картера, це «було для гей-руху тим же, чим падіння Бастилії було для початку Великої французької революції».
У листопаді 1969 на конференції ЛГБТ-активістів Крейг Родвелл запропонував щорічно відзначати річницю Стоунволла масовими виступами. Мету маршів він визначив як поширення ідей боротьби гомосексуалів за громадянські права, зокрема за «фундаментальне право людини переміщатися в часі і просторі». Крейг запропонував називати марші Крістофер-стріт Днем Визволення (англ. Christopher Street Liberation Day) і проводити їх в усій країні в останню суботу червня. Він також закликав учасників акцій не соромитися своєї зовнішності та способу життя. Ця ідея була опозиційна консервативному гомофільному руху, що проводив демонстрації, учасники яких були одягнені в строгі костюми, а на їх плакатах не згадувалося слово «гей». Представники останньої правозахисної течії вважали, що подібна тактика надає їм респектабельності та викликає більше розуміння в суспільстві, однак не мала серйозного успіху. Фактично ідеї Крейга ознаменували зародження нового радикального гей-визвольного руху, який використовув більш відкриті та прямі методи боротьби.
1970 року, в першу річницю Стоунволлського повстання, кілька сотень демонстрантів вийшли на Крістофер-стріт. Ця акція вважається першим гей-прайдом. Його учасники протестували проти кримінального переслідування гомосексуальних дій і законів, які дозволяють дискримінацію геїв і лесбійок у сферах зайнятості та житла, закликали гомосексуалів бути відкритими. Демонстранти несли плакати та кричали гасла: «Краще видимий, ніж прихований!», «Що ми хочемо? Визволення геїв! Коли ми цього хочемо? Зараз!», «Скажи голосно: гей — це гордо!», «Із шафи на вулицю!». За словами одного із засновників «Фронту звільнення геїв», марш був «затвердженням та декларацією нашої нової гордості» (англ. pride). Ця демонстрація повторилася і наступного року та згодом стала щорічним Нью-Йоркським гей-прайдом.
Улітку 1970 аналогічні виступи також пройшли в інших містах, наприклад, у Чикаго, Лос-Анджелесі, Сан-Франциско, Атланті та Торонто. Поступово, разом з набираючим обертів рухом геїв і лесбійок за громадянські права, річниця Стоунволла стала відзначатися по всій території США і Канади. Перші гей-прайди часто були нечисленні, викликали протести консерваторів, а їх проведенню перешкоджала влада. Однак у міру визнання суспільством прав ЛГБТ у контексті загальногромадянського рівності сутички втратили свій конфронтаційний характер.
1978 року для восьмого гей-прайду в Сан-Франциско художник Гілбертом Бейкером був створив веселковий прапор, що став згодом найбільш упізнаваним та популярним символом ЛГБТ-руху.

Гей-прайд в Лондоні 1955

Спочатку американські гей-прайди носили назву «День Свободи» (англ. Freedom Day) або «День Визволення Геїв» (англ. Gay Liberation Day), що відсилають до радикальних правозахисних ідей. Однак приблизно в 1980-х роках вони були замінені на «гей-прайд» та «гей-парад». Це було наслідком усе більш зростаючого впливу гей-бізнесу та його превалювання над правозахисною течією. Такий вплив спочатку призводив до конфліктів між комерційними та активістськими організаціями, проте в підсумку був досягнутий компроміс.
Трохи пізніше традиція проводити гей-прайди прийшла у Європу. Так, перша демонстрація в Лондоні пройшла 1970 року, в Парижі — 1971 року, в Берліні — 1979 року, в Дубліні — 1983 року. З плином часу гей-прайди стали проводитися практично в усіх країнах Північної та Південної Америки, Європи, Австралії та Нової Зеландії, ПАР, а також у низці країн Азії (наприклад, Туреччині, Ізраїлі, Таїланді, Індії, Японії, Тайвані, Китаї).
При цьому проведення прайдів у багатьох містах країн колишнього Соціалістичного табору, де це стало можливо багато пізніше, ніж у Західній Європі, як і раніше стикаються з труднощами. Так, у 2001 році в Белграді учасники піддалися нападам радикалів, а 2009 року футбольні хулігани та ультраправі влаштували масові погроми, заподіявши сербській столиці збиток в 1 млн євро. Аналогічні напади відзначалися в Братиславі, Бухаресті, Будапешті, Ризі. При цьому, з плином часу, конфлікти знижуються.
У Варшаві проведення гей-прайду у 2005 заборонив тодішній мер Лех Качинський, однак кілька тисяч осіб все одно пройшли маршем по столиці Польщі. Рішення влади було оскаржене в Європейському суді з прав людини, який 2007 року постановив, що заборона є незаконною та дискримінаційною. З 2008 гей-прайди проходять у Варшаві без перешкод з боку влади.
Аналогічна ситуація складалася в Москві: 2005 року гей-прайд був заборонений мером міста Юрієм Лужковим, а учасники, що все ж узяли участь у несанкціонованій акції, зазнали нападу неонацистів та затримань міліцією. Ця ситуація повторювалася кожного року. 2010 року ЄСПЛ виніс рішення про незаконність заборон гей-прайду в Москві, однак російська влада заборонила його проведення і у 2011 році.

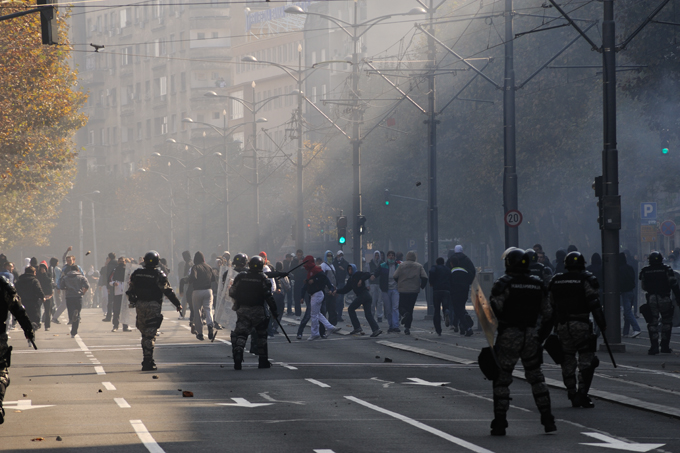
Заворушення в Сербії проти гей-прайду
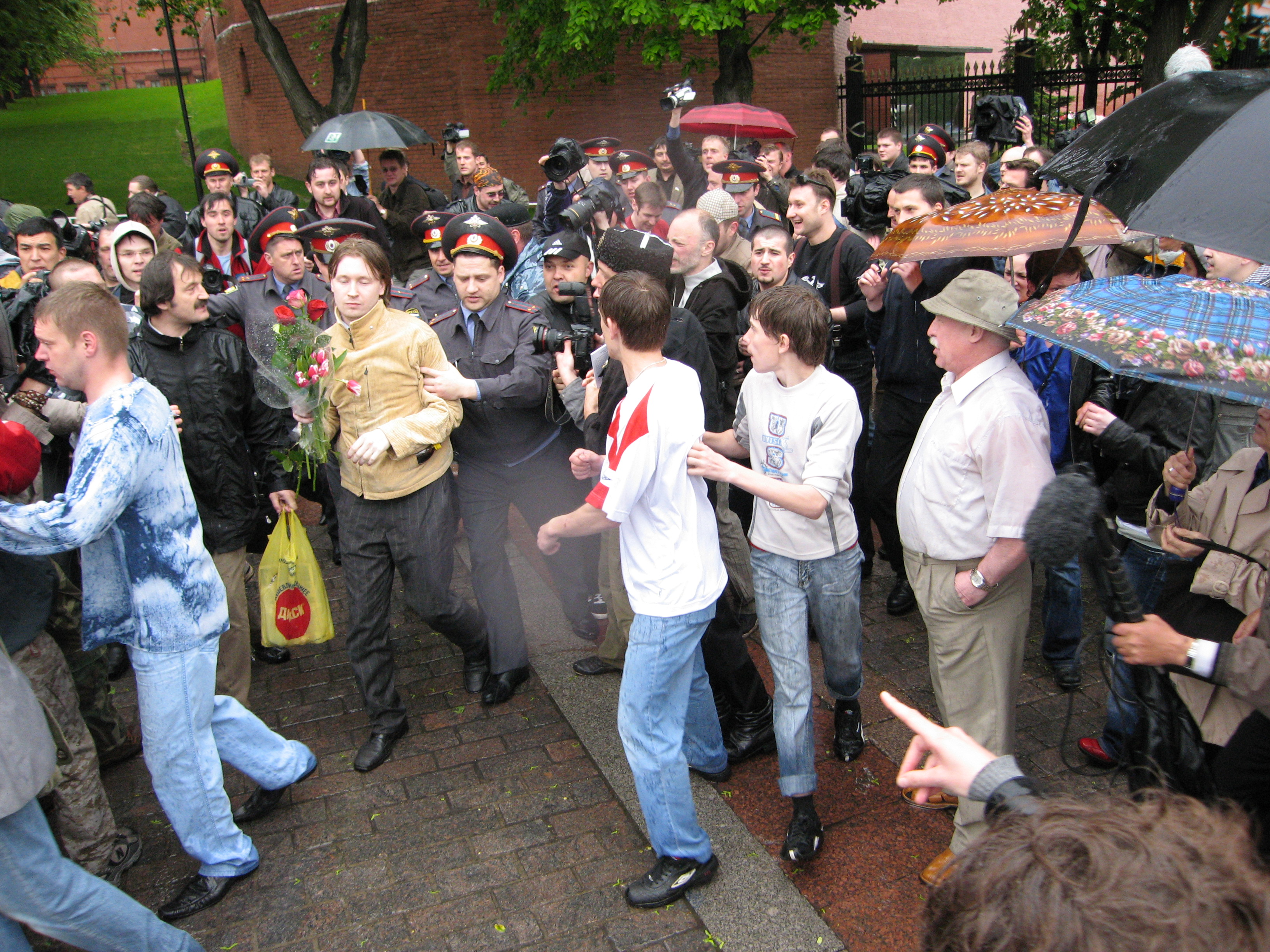
Арешт російського ЛГБТ-активіста на московському прайді, 2006 рік
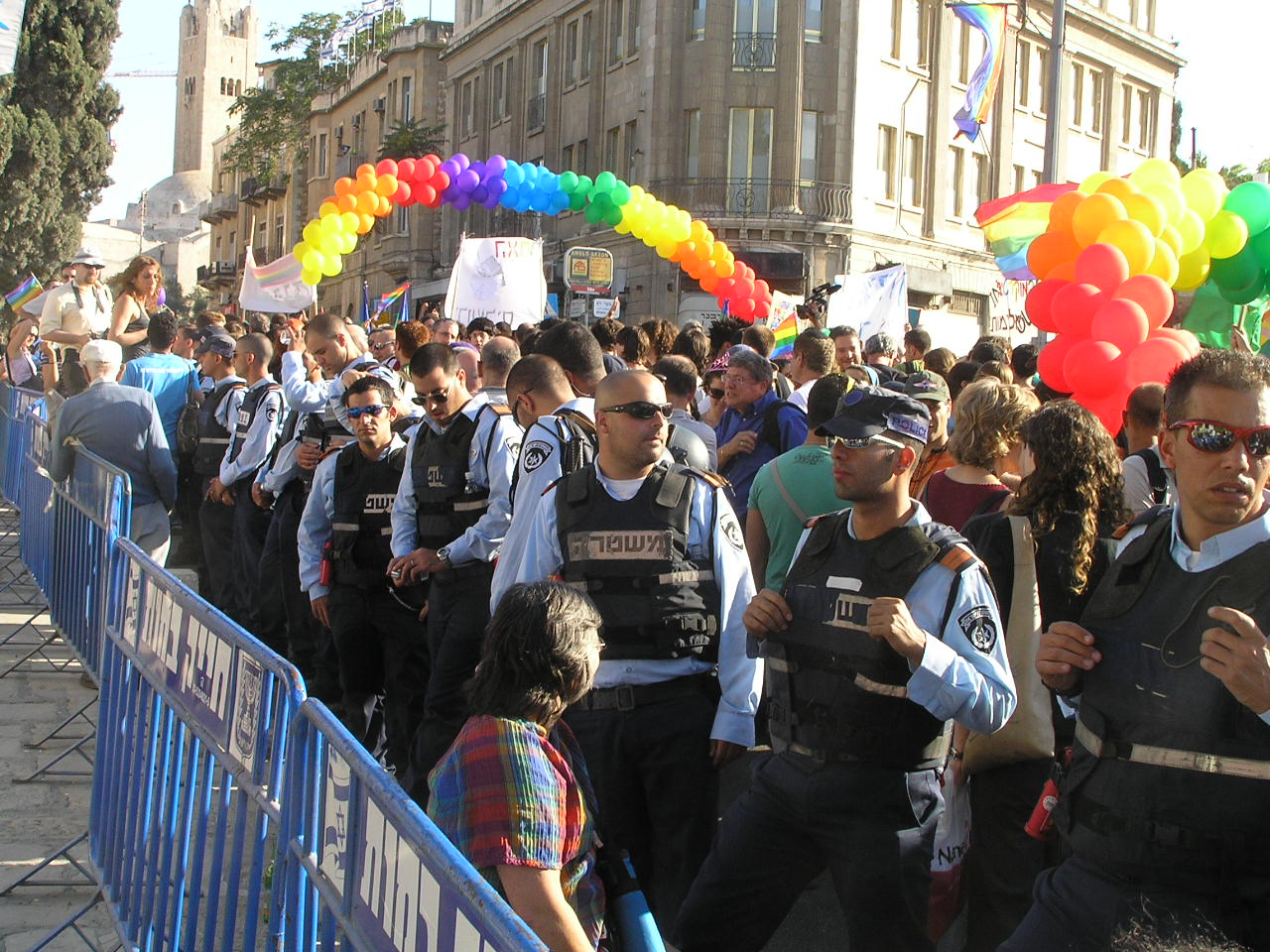
Поліцейські охороняють Єрусалимський гей-парад 2007 року

## Цілі
Цілі гей-прайдів різноманітні. У західних країнах на перший план виходить масове вираження почуття власної гідності, різноманіття та єдності ЛГБТ-спільноти, її культурний розвиток і самовизначення, свобода особистості. Гей-парад покликаний демонструвати відкритість ЛГБТ-людей, візуально підтвердити їх існування в суспільстві, підтримати толерантне ставлення до них, захистити права людини та громадянську рівноправність для всіх людей незалежно від сексуальної орієнтації та гендерної ідентичності. Гей-парад є реалізацією права на мирні зібрання, свободу слова та самовираження. Він використовується як засіб залучення уваги до проблем ЛГБТ-людей. На багатьох гей-прайдах піднімаються різні соціальні та політичні питання, такі як протистояння дискримінації та гомофобії, проблема поширенні епідемії СНІДу, визнання одностатевих шлюбів, проблема кримінального переслідування та страт геїв і лесбійок у деяких країнах.

## Ідеологія гей-прайду
Ходи проводяться під гаслом «гей-прайд», що дослівно перекладається з англійської мови як «гей-гордість», «почуття власної гідності гея». Це позначає, що гомосексуальні, бісексуальні та трансгендерні люди повинні мати почуття власної гідності, пишатися своєю сексуальною орієнтацією та гендерною ідентичністю, усвідомлюючи та приймаючи себе такими, які вони є. Професор філософії Томас Лоуренс пише, що на перший погляд пишатися своєю сексуальною орієнтацією здається настільки ж безглуздим, як пишатися тим, що небо блакитне, однак концепція гей-гордості має той же зміст, який вкладали в 1960-х роках активісти руху проти расової сегрегації в США, проголошуючи: «Я чорношкірий, і я цим пишаюся!» (англ. «I am black and I am proud!») — це був спосіб гучно заявити про те, що бути чорношкірим не соромно.

Соціолог Ігор Кон так пояснює цей термін: 
Питається, чому тут пишатися? А можна пишатися своєю релігійною чи національною приналежністю? Проте люди культивують такі почуття. Глибинна психологічна проблема полягає в тому, що існують різні способи вбити людину. Можна її знищити фізично або юридично, зробити злочинцем, а можна знищити морально. Для цього достатньо вселити з дитинства: ми не забороняємо тобі існувати, але ти повинен увесь час пам'ятати, що ти — збоченець, ти — неповноцінний, так що сиди тихо й ні на що не претендуй. Дитина, яка це засвоїть, усе життя буде почувати презирство або ненависть до себе. Цей феномен називається інтерналізованою гомофобією, але те ж саме проробляли і з євреями, і з кольоровими, і з жінками, і з ким завгодно ще. Людина, у якої вбили самоповагу, дійсно стає соціально та психічно неповноцінною. Паради різних «гордостей» виникли у меншин, які раніше були і певною мірою залишаються або почуваються пригнобленими, як засіб самозахисту. Гасло «Чорний — це добре!» — всього лише відповідь білому расизму, фемінізм — відповідь чоловічому шовінізму, а гасло «гей — це добре!» — відповідь тим, хто вважає одностатеве кохання «не названим пороком».

Гей-активістка Маша Гессен пояснює:
Ви запитаєте, чим тут пишатися?.. Слово pride адресоване тому організатору [гомофільних] пікетів, який намагався розняти учасників, які взялися за руки, і тим поліцейським, які вважали цілком очевидним своє право вчинити «перевірку статі». Значок Gay&Proud, що став тоді популярним, по-доброму варто перекладати як «Я гей, і мені нема чого соромитися». З якого, дійсно, дива людина повинна соромитися своєї любові, та навіть і своїх смаків в одязі? 

Філолог Олександр Хоц так визначає це поняття:
«Гордість» ЛГБТ (з філософії якої виникає традиція «прайдів») (Pride — гордість) — це гордість, яка пов'язана не з сексуальною орієнтацією самою по собі, а з тим, що пройшовши шлях тотального винищення, тюрем, дискримінації та приниження — люди ЛГБТ-спільноти проявили мужність, солідарність та завзятість, відстоявши своє історичне право на людську гідність.
Також велике значення в гей-прайдах грає ідея відкритості та видимості гомосексуалів. Організатори закликають геїв і лесбійок не приховувати від оточення свою сексуальну орієнтацію, вказуючи на те, що люди, які особисто знайомі з представниками ЛГБТ-спільноти, менш схильні до гомофобії. Участь у гей-прайді є одним зі способів масового «виходу з підпілля» (камінг-ауту), що сприяє розвитку толерантного ставлення в суспільстві.

## Форма проведення
Форма проведення гей-прайду може значною мірою відрізнятися. У цілому можна виділити дві позиції, які на практиці взаємодоповнюють один одного.

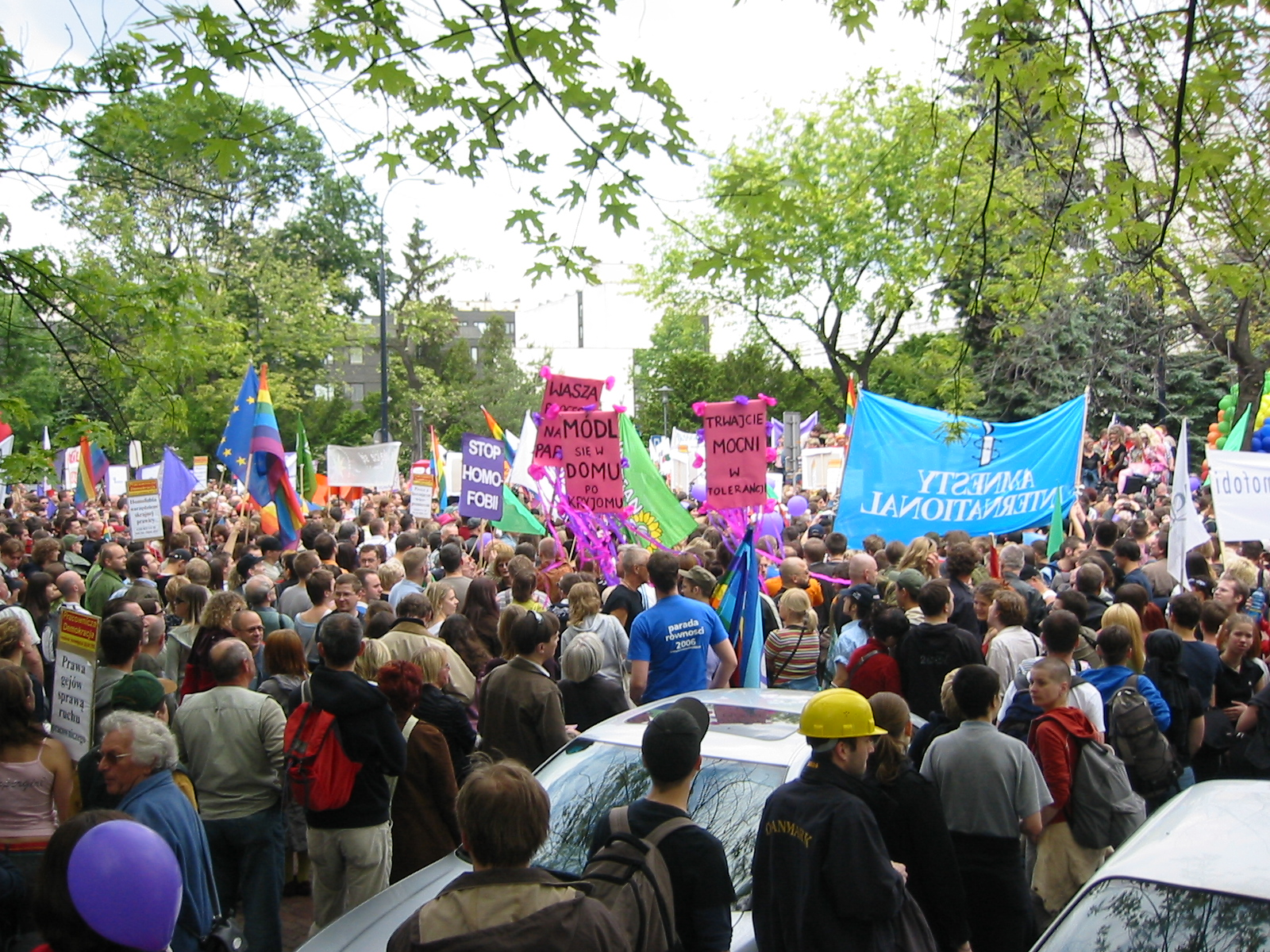
гей-парад у Варшаві 2006 року.

Прихильники першої вважають гей-прайд насамперед правозахисною та політичною акцією. Вони вказують на те, що історично прайд-паради виросли з протестних маршів проти дискримінації, що проводилися гомосексуалами в боротьбі за права людини. Вони виступають з критикою перетворення гей-параду у святкове дійство, аргументуючи це тим, що досі ЛГБТ-спільнота повсюдно стикається з великими проблемами. Така позиція більше характерна для країн, де є серйозні порушення прав людини щодо сексуальних меншин.
У Тель-Авіві 2010 року стався розкол оргкомітету прайду через те, що деякі гей-активісти хотіли вшанувати пам'ять розстріляних гомофобним терористом підлітків. У США іноді, щоб змістити акцент на мету акції, ходу називають не «гей-прайд», а, наприклад, «марш за рівність», «марш гордості». На таких демонстраціях висуваються вимоги до дотримання прав людини щодо ЛГБТ, прийняття законів, що захищають від дискримінації, визнання одностатевих шлюбів, висловлюється протест проти гомофобії та насильства, піднімаються соціальні питання, такі як боротьба з епідемією СНІДу, проблеми соціального захисту дітей в одностатевих сім'ях і так далі.
Прихильники другої позиції, поширеної здебільшого в країнах західного світу, вважають, що переважно цілі руху за рівноправність уже досягнуті, що тепер гей-прайд повинен просувати толерантне ставлення до ЛГБТ шляхом культурного діалогу, позитивної святкової дії і масового камінг-ауту. Такі прайди найчастіше можуть бути частиною багатоденного фестивалю, охопювати кінофоруми, ярмарки, концерти, літературні конкурси, фотовиставки, спортивні виступи, пікніки. Кульмінацією всього фестивалю стає гей-парад, який є яскравою ходою костюмованих учасників, низкою святкових платформ, які пересуваються, музичними й танцювальними виступами, театральними міні-постановками, бодіартом, перформансом, найчастіше з еротичним підтекстом, на зразок бразильського карнавалу або берлінського параду кохання. У ході беруть участь різні групи: представники дружніх політичних партій, різних товариств, соціальних інститутів та компаній (наприклад, Google, Microsoft, YouTube), ЛГБТ-організації, члени соціальних груп, зокрема батьки геїв і лесбійок, субкультури (ведмеді, фурі, БДСМ), геї з інвалідністю, геї-представники національних меншин, геї-мусульмани та католики, геї-поліцейські, медпрацівники, пожежники тощо. Широко відомий Амстердамський гей-прайд проходить у вигляді низки кораблів-платформ, що пропливають водними каналами міста, його проведення підтримується міською владою і є однією з найвідоміших туристичних визначних пам'яток столиці Нідерландів.

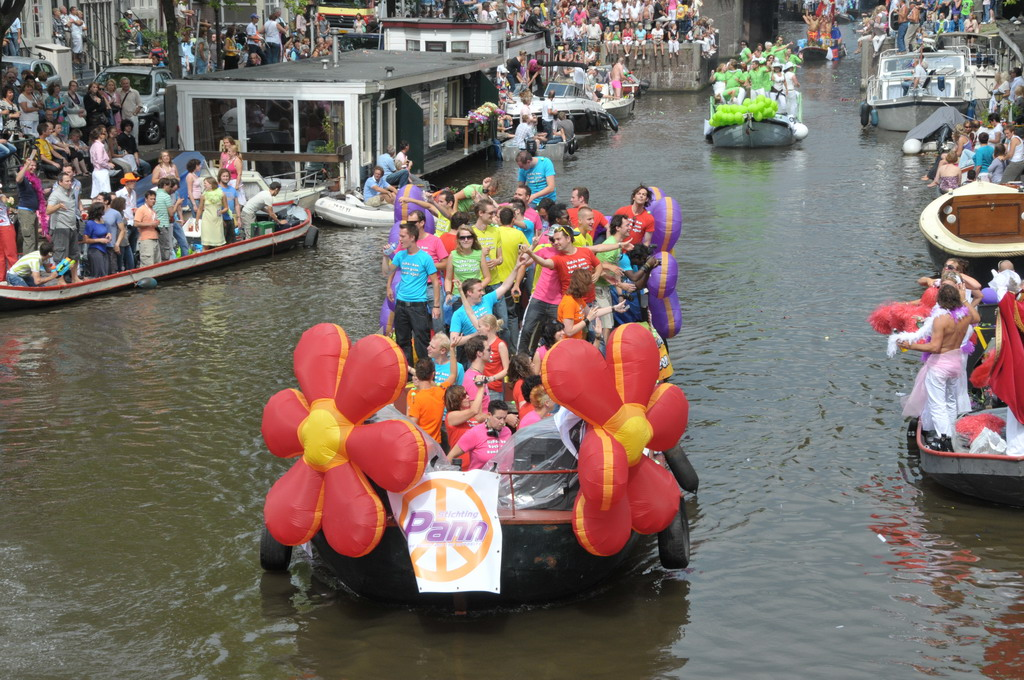
гей-парад в Амстердамі 2008 року
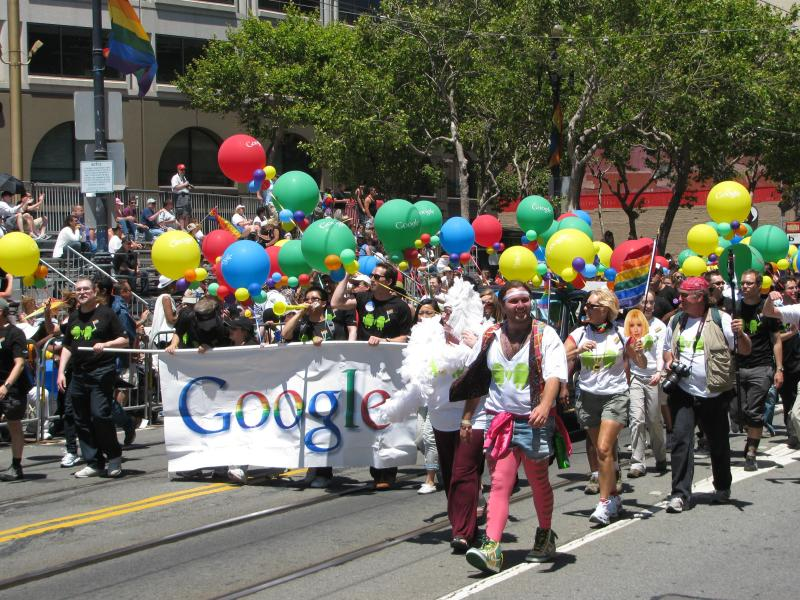
Google на гей-прайді у Сан-Франциско
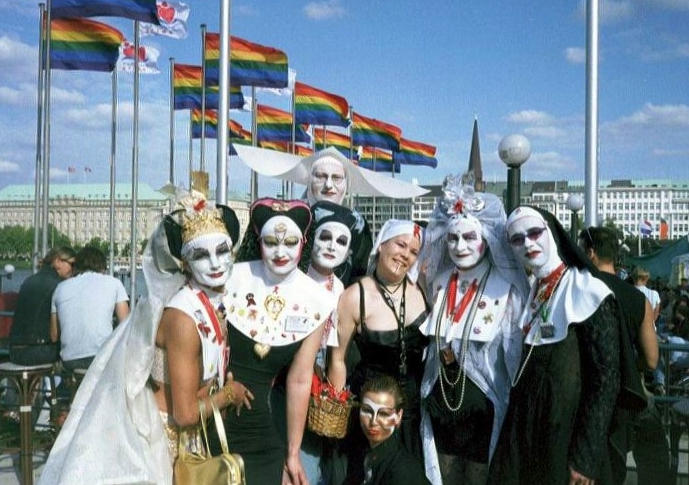
Сестри нескінченної поблажливості

На практиці ці дві позиції змішуються. Навіть святкові паради зазвичай мають моменти, присвячені пам'яті жертв СНІДу та гомофобного насильства у вигляді спеціальних хвилин мовчання, семінарів. Цивільний характер ходи надає також участь політичних партій та громадських організацій зі своїми гаслами, а делегації деяких країн піднімають питання про становище ЛГБТ-людей у них: кримінальне переслідування, смертні кари, потурання влади насильству. Гострі соціальні пародії, наприклад, на релігію від представників Ордена нескінченної поблажливості викликають жваві суперечки. З іншого боку, на політизованих гей-прайдах може бути барвиста райдужна атрибутика та різні протестні перфоманси.

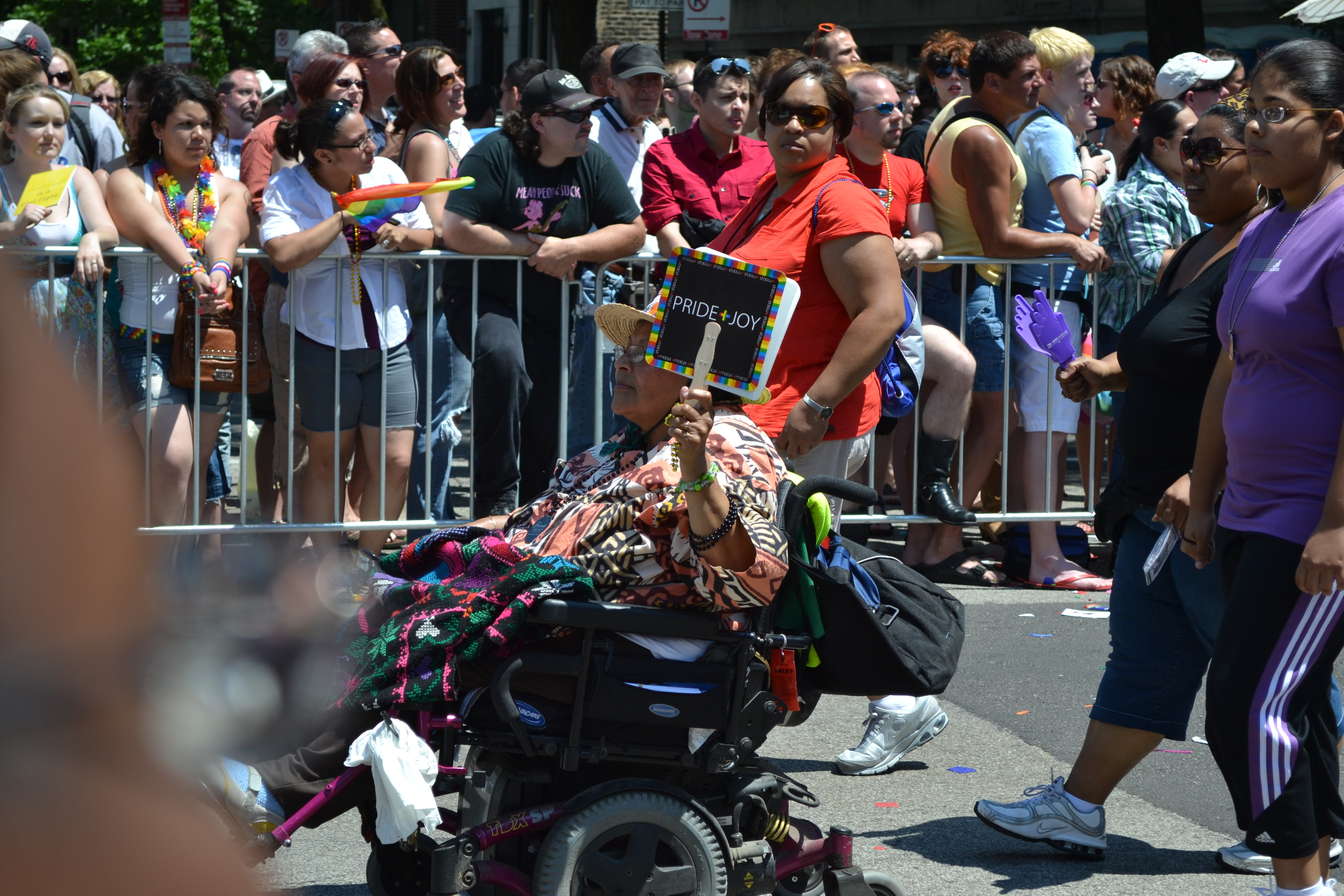
Люди з обмеженими можливостями беруть участь в гей-прайді
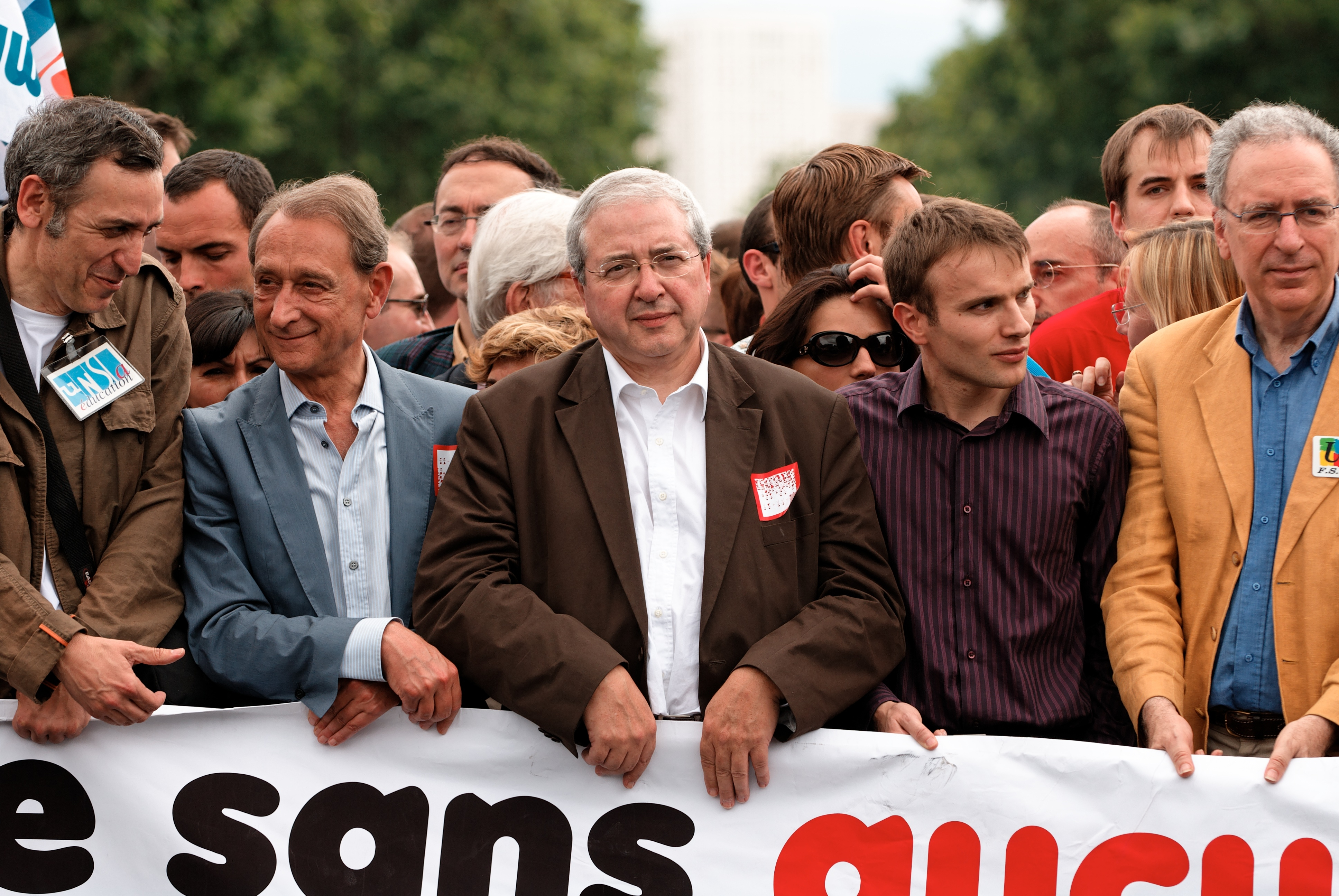
Мер Парижа, глава Іль-де-Франс та профспілкові лідери на прайді
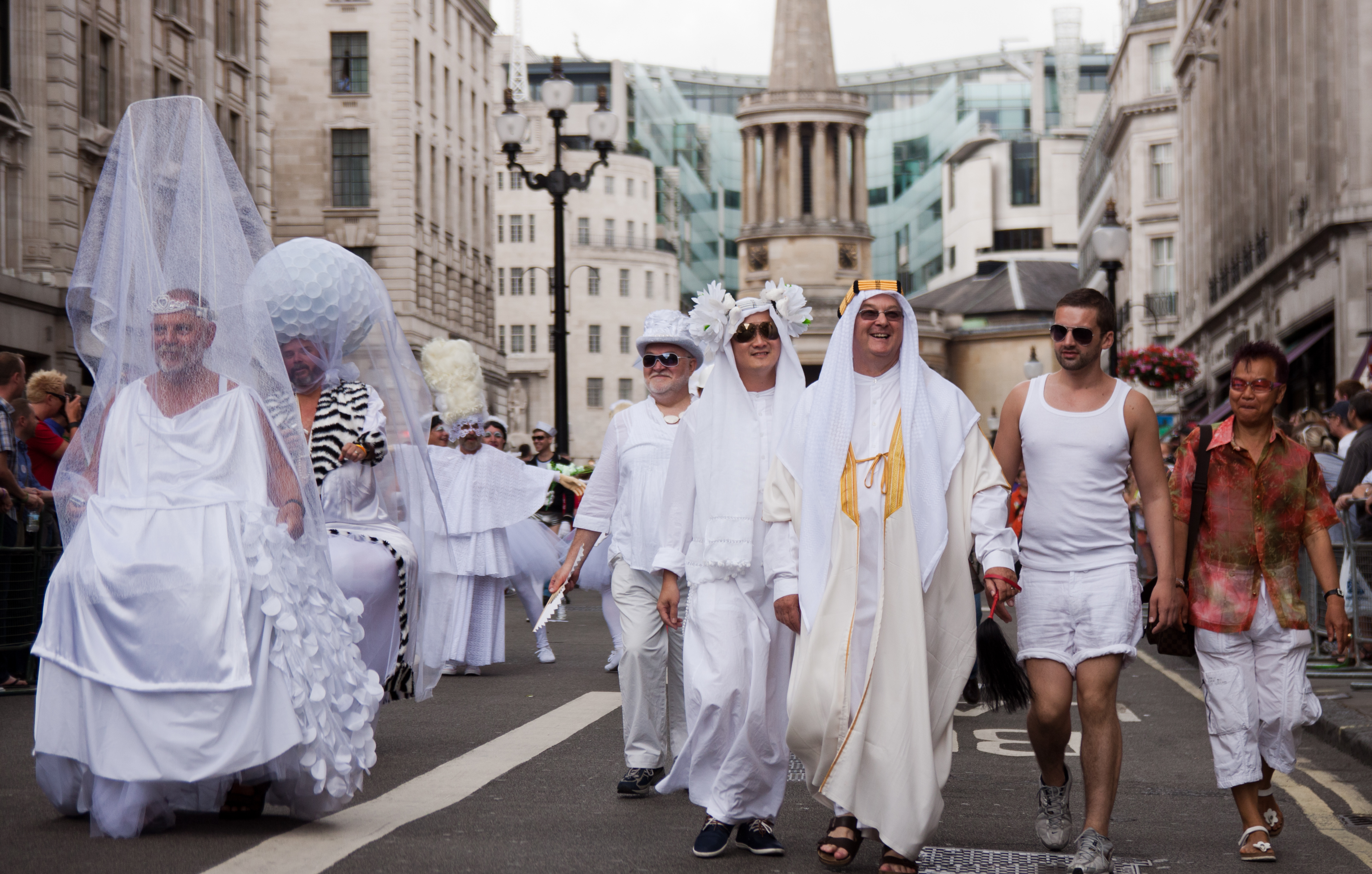
Карнавальні костюми

Гей-паради в різних містах світу збирають тисячі учасників та глядачів. У Сан-Пауло та Європрайді беруть участь мільйони людей. Іноді паради очолюють «великі маршали». Це почесні гості свята, які своїм особистим прикладом та громадянською активністю сприяли зміцненню толерантного ставлення до ЛГБТ. Ними обиралися, наприклад, олімпійський чемпіон Метью Мітчем в Сіднеї, Актор Єн Маккеллен в Манчестері, фігурист Джонні Вейр в Лос-Анджелесі, співачка Сінді Лопер в Сан-Франциско, гей-активіст Микола Алексеєв у Ванкувері.

## Критика
Усередині ЛГБТ-руху йдуть суперечки щодо співвідношення в ходах гей-прайду правозахисної та карнавальної складових. Деякі політики, правозахисники та представники ЛГБТ-спільноти вважають, що карнавальна хода підміняє первісний зміст гей-прайдів, що замість свого справжнього призначення — боротьби за громадянську рівність — вони тепер постають деполітизованими, конформістськими й у багатьох аспектах винятково переслідують комерційні цілі.
Окремій критиці піддається присутність на гей-прайді представників трансгендерної спільноти (драг-квін, трансвеститів, транссексуалів), сексуальних субкультур, напівоголених людей, які дискредитують ідею захисту толерантності та прав людини, що спотворює уявлення суспільства про ЛГБТ-людей та провокуює гомофобію. Деякі активісти дорікають, що традиційні гей-прайди в превалюючому орієнтуванні на інтереси та естетику «білих чоловіків», тому в низці американських міст проводяться «жіночі» дайк-марші та прайди афроамериканців.
У рамках прайду іноді піднімаються інші конфліктні соціальні питання. Так, мерія Торонто погрожувала організаторам гей-прайду припинити фінансування, якщо в ході візьме участь група «Геї проти ізраїльського апартеїду», а Мадридський гей-прайд через звинувачень Ізраїлю в нападі на гуманітарну колону відмовив взяти участь його делегації.

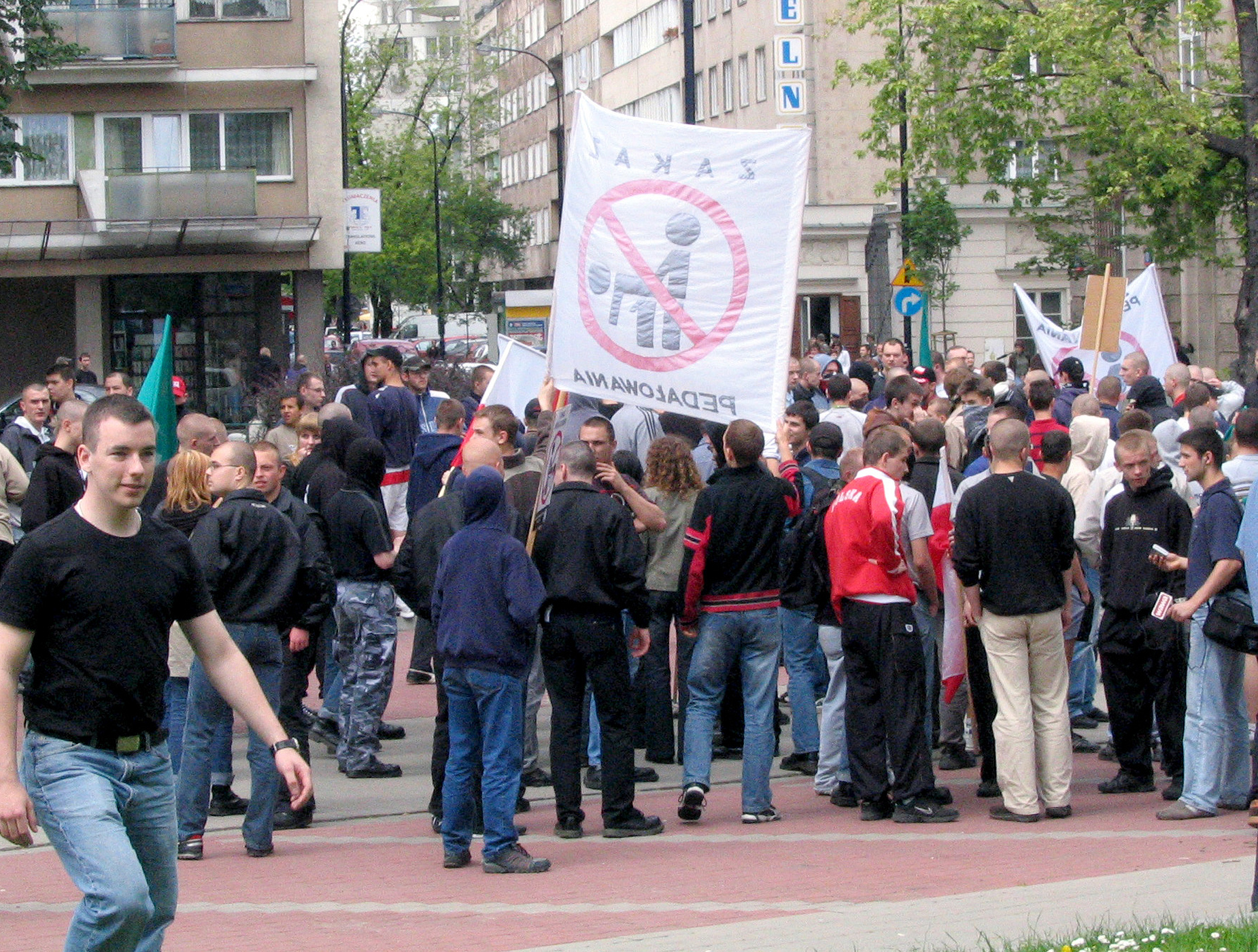
Демонстрації проти гей-параду

У деяких країнах проведення подібних акцій може викликати неоднозначну оцінку. У західному світі акції гей-прайду більш звичні та зазвичай не мають конфронтаційного характеру, хоча як і раніше можуть бути предметом критики з боку окремих осіб та соціальних груп, що мають консервативні переконання. Так, наприклад, у своїй книзі журналістка Пілар Урбано привела, нібито зі слів самої іспанської королеви Софії, наступну заяву: «Я можу зрозуміти, прийняти і з повагою поставитися до людей, які сповідують інші сексуальні тенденції, але вони що, дійсно пишаються собою, оскільки вони — геї? Вони повинні ходити парадами та влаштовувати марші протесту? Якби всі ми, хто геями не є, вийшли б на марш протесту, ми перекрили б рух». Ця публікація викликала обурення громадськості та Королівського дому, який звинуватив авторку в грубих неточностях, а королева принесла вибачення. Це висловлювання ілюструє також один з аргументів, наведених противниками парадів у різних країнах. Вони знаходять незрозумілим, зайвим, а багато хто і просто аморальним публічну демонстрацію своєї сексуальної орієнтації.
Так, попри переважне толерантне ставлення до проведення гей-парадів у західних країнах, іноді трапляються негативні прецеденти. Наприклад, у штаті Каліфорнія відзначений випадок виклику на гей-парад працівників пожежного департаменту Сан-Дієго без їх згоди. Деякі пожежники вважали участь у гей-параді за наказом начальства образою та подали в суд на міську адміністрацію. Зокрема, вони заявили, що під час параду деякі учасники ходи «проявляли до них нездоровий сексуальний інтерес». Верховний суд штату Каліфорнія визнав неправомірним примус пожежних до участі в параді та зобов'язав муніципальну владу виплатити їм компенсацію за моральну шкоду. Начальник пожежної охорони заявив, що надалі участь у гей-парадах буде добровільною
В інших країнах, де традиція проведення ЛГБТ-акцій значно молодше, останні можуть спровокувати і більш гострі суперечки. Багатьма критиками ставиться під сумнів сама доцільність маніфестацій на захист прав сексуальних меншин. Одним із поширених аргументів, яким багато опонентів обґрунтовують свою думку, є відсутність кримінального переслідування. На підкріплення цієї тези також звучать заяви про повну відсутність законодавчих норм, які дискримінують ЛГБТ, у корпусі права відповідної держави. Прихильники парадів зазначають, що відсутність таких норм не означає повної відсутності дискримінації як такої. Низка супротивників прайду заперечує порушення прав людини щодо ЛГБТ або навіть відмовляється визнавати за ними права як такі, а деякі вважають їх утиск виправданим. Деякі висловлюють думку, що суспільство деяких країн ще не готове сприйняти гей-прайди, інші звинувачують організаторів у «нав'язуванні чужих цінностей» та «проведенні західного впливу», спрямованого на руйнування країни.
У менш звичних до цього явища країнах також нерідко звучать побоювання щодо начебто розбещуючого впливу гей-прайдів на суспільство. Стосовно цього аргументу закріпилося словосполучення «пропаганда гомосексуалізму». Публічні ЛГБТ-акції, відповідно до цієї точки зору, мають своєю метою підношення престижності «гомосексуального способу життя», можуть вплинути на сексуальні уподобання в суспільстві і, як наслідок, призвести до збільшення числа гомосексуалів. Останнє також пов'язують зі сучасною демографічною кризою, яка, на думку багатьох прихильників такої позиції, може лише посилитися у разі проведення парадів.
Особливе місце в критиці гей-прайдів мають релігійні аргументи. Представники ортодоксальних течій часто говорять про неприпустимість терпимого ставлення до гомосексуальності як забороненої та гріховної. Такі акції, з їхніх позицій, зачіпають релігійні почуття вірян, а релігійні консерватори відіграють помітну роль на демонстраціях проти парадів. Критичні висловлювання часто звучать і з вуст офіційних ієрархів відповідних конфесій, хоча єдиної позиції всіх релігійних організацій щодо цієї проблеми не існує і насправді відносини релігії і гомосексуальності значно складніші. Офіційні представники християнських церков виступають проти насильства щодо учасників гей-прайдів, однак деякі священики роблять заяви з закликами до їх розгону. Із закликами до насильства виступають деякі представники ісламу. 2005 року на гей-прайді в Єрусалимі ортодоксальний юдей напав на учасників ходи з ножем та поранив трьох людей. 2011 року протестувальники-юдеї нападали на поліцейських, закидаючи їх камінням, а в одного з протестувальників виявили бомбу. Однак деякі ортодоксальні рабини закликали до визнання прав гомосексуалів.
Далеко не всі противники проведення гей-прайдів апелюють до аргументів, що випливають із тієї чи іншої логіки. Частина противників схильна до проявів прямої агресії та вважає допустимим насильство. Нерідко на демонстрантів нападають активісти ультраправих та інших радикальних молодіжних рухів. 2010 року на гей-прайді в Гельсінках було скоєно напад, який засудили президент та уряд. Утім, визнаючи ці факти, частина критиків вважає, що гей-парад сам провокує (і, можливо, навмисне) агресію неонацистів. З точки зору інших противників проведення гей-прайдів, міркування безпеки можуть стати серйозною перешкодою в проведенні парадів. Так, 2009 і 2011 року влада Сербії забороняли гей-прайд, мотивуючи це своєю нездатністю захистити його учасників.